# Grenå kyrka
Grenå kyrka (danska: Grenaa Kirke eller Sankt Gertruds kirke) är en kyrka i Grenå, Danmark. Kyrkan uppfördes troligen omkring år 1400. Den är vigd till Sankt Gertrud. Kyrkan brann 1649 och genomgick en omfattande restaurering under 1800-talet.